# 2145 Blaauw
2145 Blaauw је астероид са пречником од приближно 34,20 .
Афел астероида је на удаљености од 3,520 астрономских јединица (АЈ) од Сунца, а перихел на 2,915 АЈ.
Ексцентрицитет орбите износи 0,094, инклинација (нагиб) орбите у односу на раван еклиптике 15,005 степени, а орбитални период износи 2108,412 дана (5,772 година).
Апсолутна магнитуда астероида је 10,60 а геометријски албедо 0,086.
Астероид је откривен 24. октобра 1976. године.